# Cá sao phương nam
Cá sao phương nam (danh pháp khoa học: Astroscopus y-graecum) là một loài cá biển thuộc chi Astroscopus, Họ Cá sao (Uranoscopidae). Chúng là loài đặc hữu ở Hoa Kỳ.

## Mô tả
Cá sao phương nam có thể đạt kích thước tối đa 440 cm. Những con cá này có màu cơ thể màu nâu với những đốm trắng nhỏ, và vây ngực của chúng được lót bằng màu đen và trắng. Đuôi của chúng có ba sọc đen hoặc nâu trên đuôi. Chúng sử dụng vây ngực để đào và chôn mình trong lớp trầm tích đáy biển Chúng có 8 gai vây lưng, 13 tia vây lưng mềm, không có gai hậu môn và 13 tia hậu môn mềm. Chúng có một cột sống có một nọc độc. Khi chúng vùi mình trong cát, chúng để mắt, lỗ mũi và hầu hết miệng trên cát. Để thở, chúng lấy nước qua lỗ mũi được bảo vệ khỏi cát bằng rìa thịt hình lược; miệng cũng có những rìa này. Những con cá này không có vảy trên đỉnh đầu, nhưng có chúng trên phần còn lại của cơ thể kéo dài đến phần thịt của vây đuôi. Mắt của chúng có thể nhô ra một chút từ đầu có vẻ rình rập, và điều này là để cho phép chúng nhìn thấy được trên cát.  Bằng cách sử dụng một cơ quan nằm trong một cái túi phía sau mắt chúng có thể tạo ra một dòng điện. Chúng có thể tạo ra dòng điện mạnh tới 50 vôn và điều này chủ yếu được sử dụng để bảo vệ thay vì cách bắt con mồi. Sự phóng điện của cơ quan này phụ thuộc vào nhiệt độ của nước.

## Chế độ ăn
Chúng là loài cá săn mồi nằm chờ những con cá nhỏ hơn bơi gần chúng trong khi chúng bị chôn vùi dưới lớp cát với cái đầu là bộ phận duy nhất không bị chôn vùi.

## Môi trường sống
Cá sao phương nam là loài cá biển sống ở đáy có liên quan đến rạn san hô. Chúng sống phần lớn cuộc sống ở bờ biển. Chúng có thể được tìm thấy ở độ sâu 70 m  ở những khu vực có đáy cát, bùn hoặc mềm.

## Sinh sản và vòng đời
Sinh sản xảy ra vào cuối mùa xuân và đầu tháng hè. Chúng sinh sản ở phía dưới đáy và những quả trứng nhỏ trong suốt của chúng từ từ nổi lên trên bề mặt. Khi trứng nở, ấu trùng trong suốt sống trong cột nước. Ấu trùng ăn túi noãn hoàng của chúng cho đến khi chúng đạt chiều dài khoảng 6–7 cm. Khi chúng đạt đến kích thước này, chúng bắt đầu ăn hết các ấu trùng khác trong cột nước. Khi chúng đạt khoảng 12–15 cm chiều dài các cơ quan điện của chúng bắt đầu hình thành trên ấu trùng, và chúng bắt đầu hướng xuống đáy và trở thành một con non thực sự. Cá con có khả năng di chuyển vào bờ đến vịnh cát, và có thể ở đó trong nhiều năm. Đây là nơi cá con phát triển những đặc điểm mà cá thể trưởng thành có. Mắt sẽ di chuyển lên đỉnh đầu, khi chưa trưởng thành mắt ở bên cạnh đầu. Khi chúng đạt khoảng 30 cm chiều dài, chúng sẽ di chuyển ra ngoài khơi và trở thành cá thể trưởng thành.

## Phân bố
Cá sao phương nam được tìm thấy ở phía tây Đại Tây Dương từ Bắc Carolina về phía nam dọc theo bờ biển đến Vịnh Mexico đến Yucatán. Chúng có thể được tìm thấy dọc theo bờ biển Caribe và Nam Mỹ từ Mexico đến Rio de Janeiro. Chúng không được tìm thấy ở Tây Ấn.

## Từ nguyên
Astroscopus là tiếng Latin để chỉ một người ngắm các ngôi sao.